# Dobbiaco
Toblach (olaszul: Dobbiaco, latinul: Duplagum) egy község (comune) Dél-Tirolban, Bolzano megyében, a Felső-Puster-völgyben, az Adria és a Fekete-tenger vízválasztóján, az ún. Toblacher Felden (Conca di Dobbiaco), a Sexteni-Dolomitok és a Pragser-Dolomitok találkozásánál. A település környékén ered egyfelől az osztrák Kelet-Tirol irányában, északkelet felé folyó Dráva, másfelől a dél-tiroli Puster-völgyben nyugat felé tartó Rienz folyó.

## Nevének eredete
A név egy római kor előtti Dublacum alakra vezethető vissza, amelynek jelentése a kutatásban vitatott. Egy elmélet szerint a név alapja lehet egy kelta személynév (pl.: „Dubila birtoka” vagy hasonló). Más kutatók szerint a kelta dubula szó („sötét”), amely sok erdőnévben előfordul (Double), az -acum végződéssel együtt „település a sötét fenyvesben” jelentéssel bírhatott.
A völgy földjének nagyobb mértékű művelésére ugyanis csak a bajorok által a középkorban került sor.

## Földrajz
A Dél-Tirol keleti részén található, a község területe 126,33 km²-en terül el, és három részre osztható: a kelet-nyugati irányban húzódó Puster-völgyben található Toblach-mezőn helyezkedik el többek között a faluközpont; északon a község területe a Villgrati-hegység részeit foglalja magába; délen Toblach mélyen benyúlik a Dolomitokba.
A Toblach-mező a Felső Puster-völgy (Hochpustertal) egyik völgyterülete, amelyet délről a Höhlenstein-völgy, északról pedig a Silvester-völgy találkozása alakít ki. Ez a terület európai jelentőségű vízválasztó: a Toblach-mezőn található Silvester-patak és a Rienz itt találkozik, és nyugati irányba folyva végül az Eisackon és az Adigén keresztül az Adriai-tengerbe ömlik; ezzel szemben a Toblach-mező keleti peremén fakadó Dráva kelet felé halad tovább, melynek vizét a Duna a Fekete-tengerbe vezeti. A község történelmi központja, Alt-Toblach (1220–1260 m tengerszint feletti magasságban) az északról érkező Silvester-patak hordalékkúpján alakult ki. A völgy déli oldalán, a Höhlenstein-völgy bejáratánál található Neu-Toblach (1210–1220 m), amely fokozatosan összenő a régi faluközponttal. Az Alt-Toblach északnyugati völgyoldalán található Aufkirchen településrész (1280–1340 m). Nyugaton Toblach Puster-völgyi része Niederdorf községgel határos, míg keleten Innichen község található.
A Toblach-mezőtől északra emelkedik a Villgrati-hegység, amely Toblachból a Silvester-völgyön keresztül érhető el. A Silvester-völgy bejáratánál helyezkedik el Wahlen településrész (1300–1340 m), a völgy belsőbb részein pedig a kisebb Kandellen, Frondeigen és Stadlern települések találhatók. A Villgrati-hegység Toblachhoz tartozó része északkeleten az olasz–osztrák államhatárt alkotó tiroli hegyláncon éri el legmagasabb pontjait. Itt található többek között a Toblacher Pfannhorn (2663 m) és a Markinkele (2545 m), amelyek Toblachot az osztrák Innervillgratentől, a Kelet-Tiroli Villgraten-völgyben található településtől választják el. Északnyugaton a hegység fokozatosan erdős hegyhátba simul, amely a község határát képezi Gsies irányában, a Gsies-völgyben.
A Toblach község legnagyobb része déli irányban, egy hosszú, a Sexteni-Dolomitokba benyúló földsávot alkot. Ezt a területet a Höhlenstein-völgy szeli át, amelyben a fiatal Rienz folyik észak-déli irányban. A völgy északi részén – közel a völgy kijáratához – található a Toblachi-tó (1259 m), délebbre pedig a Höhlenstein település (1400 m), a Dürren-tó (1406 m) és Schluderbach (1440 m). A völgy nyugati oldalán emelkednek a Pragser Dolomitok hegyei, amelyek Toblachot elválasztják Pragstól a Pragser-völgyben, és teljes egészében a Fanes-Sennes-Prags Természetvédelmi Park részei. Ezek közé tartozik például a Dürrenstein (2839 m), a Helltaler Schlechten (2711 m) és a Geierwand (2088 m).

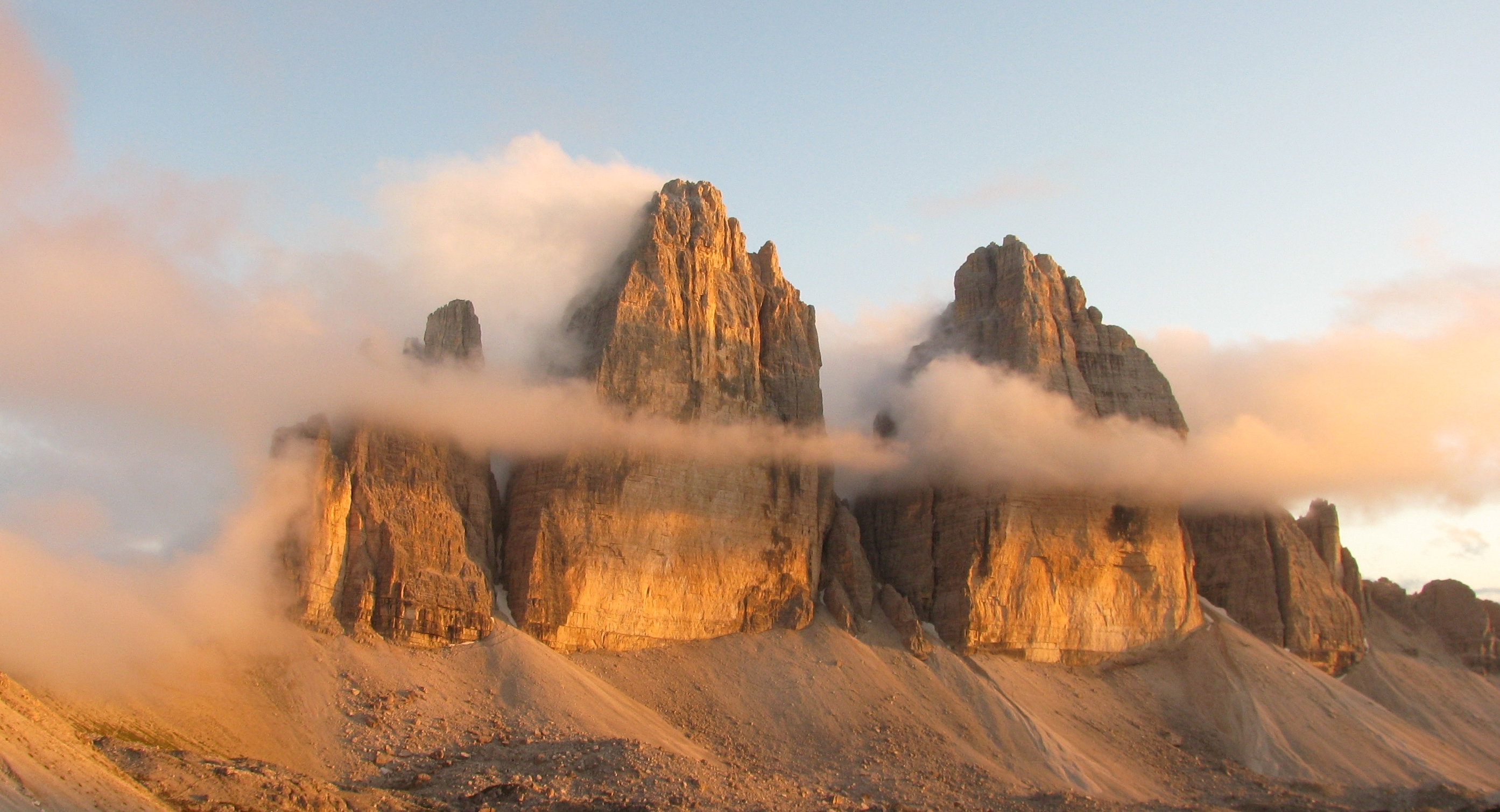
A Drei Zinnen („Hármas hegyorom”) csoportja

A Höhlenstein-völgy déli végénél Toblach keskeny földsávval érintkezik a Hohen Gaisl (3146 m) csúcsával, és két venetói (Belluno tartománybeli) községgel határos: délnyugaton Cortina d’Ampezzóval, amelyhez a Gemärk-hágó (1530 m) vezet, délkeleten pedig Auronzo di Cadore községgel. A Cadore irányában Toblachot többek között a Monte Piana (2324 m), a Passportenkopf (2719 m) és a község legismertebb csúcsai, a Drei Zinnen („Hármas hegyorom” – 2999 m) határolják. Ezek a hegységek, valamint a Höhlenstein-völgy keleti oldalán található további csúcsok a Sexteni Dolomitokhoz tartoznak, és a Drei Zinnen Természetvédelmi Park részei. Ide tartozik például Toblach község legdélnyugatibb részén a Toblinger Knoten (2617 m) és a Paternkofel (2744 m), amelyek között a Sexten községhez tartozó Fischlein-völgybe vezető átjáró található. Kissé északabbra – a Höhlenstein-völgy, a Puster-völgy és az Innichenhez tartozó Innerfeld-völgy által körülvett területen – helyezkedik el a Haunold-csoport a Haunold (2966 m) és a Birkenkofel (2922 m) csúcsaival.

## Történelme
Toblach első írásos említése 827-ből származik a Velencét Augsburggal összekötő Strada d’Alemagna nevű régi kereskedelmi útvonal fejlesztése alkalmából.
Az 1866-os porosz–osztrák háborút követő osztrák területvesztés nyomán a település határkörzetté vált, katonai jelentősége megnőtt. 1871-ben megnyílt a Lienzet Toblach-hal összekötő Puster-völgyi vasút (Pustertalbahn), amely az idegenforgalom fellendülését is segítette. A falu Új-Toblachnak (Neu-Toblach) nevezett része ebben az időben jött létre.
A városhoz tartozó Altschluderbach (Carbonin Vecchia) városrészben található a régi Trenker parasztgazdaság (Bauernhof), amely arról nevezetes, hogy Gustav Mahler zeneszerző 1908–1910 között több alkalommal itt nyaralt, és (részben) itt komponálta a Dal a Földről (Das Lied von der Erde) c. szimfonikus költeményét.
A 19. század második felében Toblachtól délre fekvő Dolomit-völgyekben több erődítményt építettek. Az első világháború kitörése után a Dolomit-front itteni szakaszának ellátására megépítették a Toblach és Cortina d’Ampezzo közötti Dolomit-vasútvonalat (Dolomitenbahn). Az első világháború után egész Dél-Tirol Olaszországhoz került. A Dolomit-vasutat az 1960-as években felszámolták.
A várostól 9 km-re délre, a Cortina d’Ampezzónát Venetóba vezető SS-51-es országúton, a Höhlenstein-völgyben (Valle di Landro), a Rienz folyó partján fekszik a naßwandi osztrák–magyar katonatemető, ahol a Császári és Királyi Hadsereg 1259 szlovén, horvát, magyar és más nemzetiségű katonája nyugszik, akik az első világháború itteni frontszakaszán estek el 1915–18 között.

## Közélete

### Polgármesterei
- 1948–1956: Johann Baur
- 1956–1964: Josef Pircher
- 1964–1969: Anton Mair
- 1969–1980: Jakob Ranalter
- 1980–1990: Heinrich Stauder
- 1990–2010: Bernhard Mair
- 2010–2020: Guido Bocher
- 2020–: Martin Rienzner

## Sport
Toblachot azóta is sokan választják kirándulásuk célpontjává. Nyáron és télen is sokrétű kikapcsolódást nyújt az ide látogatóknak. Nyáron elsősorban túrázók, hegymászók és mountain bike-osok látogatják. A falu környezete télen az alpesi sielők és a sítúrázók számára is vonzó. Dobbiaco mellett, a Höhlenstein-völgyben található egy hivatalos sífutó-versenypálya is.
Innen indul a szlovéniai Mariborig tartó Dráva menti kerékpárút (Drauradweg).
A Neu-Toblach (Új-Toblach) nevű városrésztől kb 1 km-re délre, a Höhlenstein-völgy bejáratánál fekszik a kis Toblachi-tó, amely nyáron csónakázásra, télen korcsolyázásra alkalmas.

## Népesség
A 2001-es népszámlálás adatai szerint lakosságának 84,10%-a német nyelvű, 15,58%-a olasz és 0,32%-a ladin nyelvet használja elsődlegesen.
| Anyanyelv | 1981    | 1991    | 2001    | 2011    | 2024    |
| --------- | ------- | ------- | ------- | ------- | ------- |
| német     | 87,64 % | 85,09 % | 86,28 % | 84,10 % | 81,59 % |
| olasz     | 12,15 % | 14,65 % | 13,65 % | 15,58 % | 18,15 % |
| ladin     | 0,22 %  | 0,27 %  | 0,07 %  | 0,32 %  | 0,26 %  |

## Nevezetességek

### Építmények
A fő település figyelemre méltó épületei:
- A Keresztelő Szent János-plébániatemplom – barokk templom, amely egy korábbi román, majd gótikus templom alapjaira épült; a Puster-völgy egyik legjelentősebb barokk temploma.
- Tirol legrégebbi keresztútja – öt passiókápolna a Maximilianstraße mentén.
- Az aufkircheni gótikus zarándoktemplom (1470–1475) – különösen figyelemre méltó a gótikus központi dombormű és az oldalsó szobrok.
- Az 1578-ban Hans és Georg von Graben zum Stein testvérek által épített sírtemplom Toblachban.
- Az 1512-ben épült Szent Miklós-plébániatemplom Wahlenben.
- A Frondeigenben található „Alte Kirchl” (Öreg Templom).
- A Grand Hotel Toblach, amelyben egy természetvédelmi központ is található.
- A Herbstenburg-kúria, amelyet 1500-ban Konrad és Christoph von Herbst testvérek építettek.
- A „Vörös torony” (Roter Turm), 1430-ban épült.
- A Gustav Mahler-ház és komponálói házikó – Mahler 1908 és 1910 között itt töltötte nyári vakációját. Emlékére évente megrendezik a Gustav Mahler-heteket.
- A Szent József-kápolna a Kofl-hegyen, Aufkirchen felett – a népvándorlás idején papok menedékhelye volt, és a Felső-Puster-völgy legrégebbi vallási szentélye. Első írásos említése 1329-ből származik. Egy meditációs út vezet a kápolnához.
- A Monte Piana katonai temető és szabadtéri múzeum a Höhlenstein-völgyben.
- A Plätzwiese-erőd a Prags községgel határos területen.

### Tavak
A Toblachtól délre fekvő Höhlenstein-völgyben találhatók az alábbi tavak:
- Toblacher See (Toblachi-tó)
- Dürrensee (Dürren-tó)

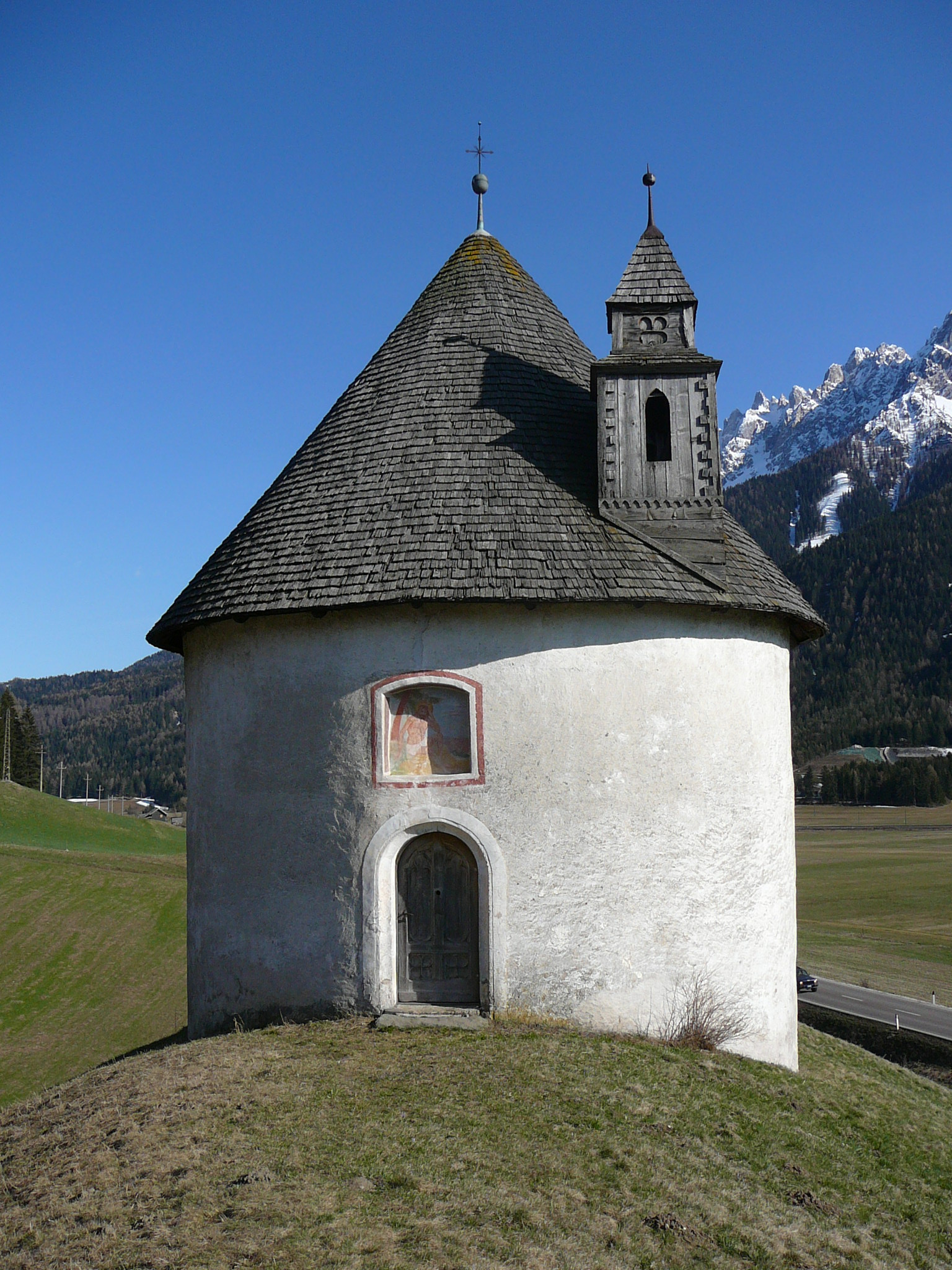
Szent József-kápolna
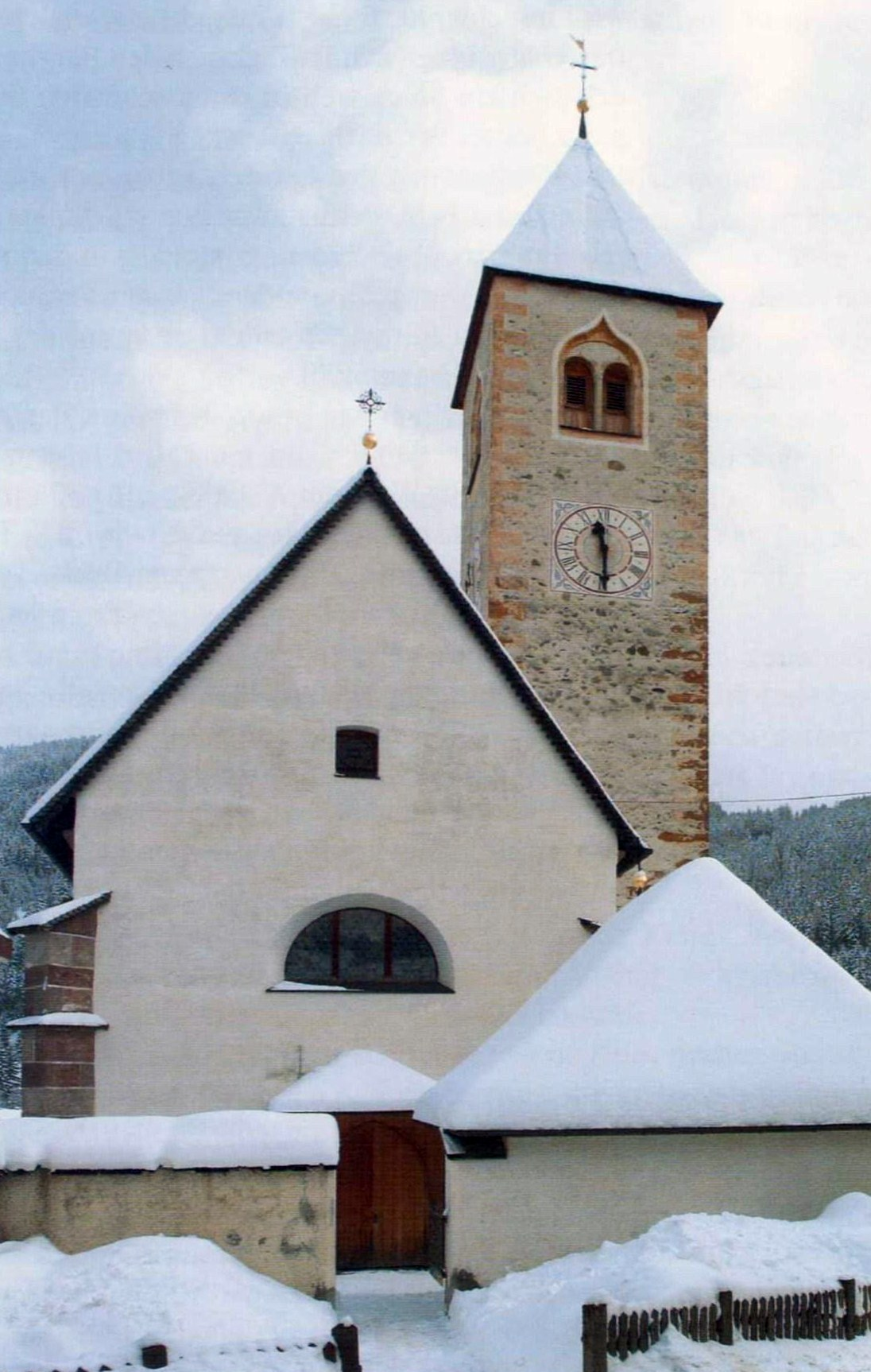
Szent Miklós-templom
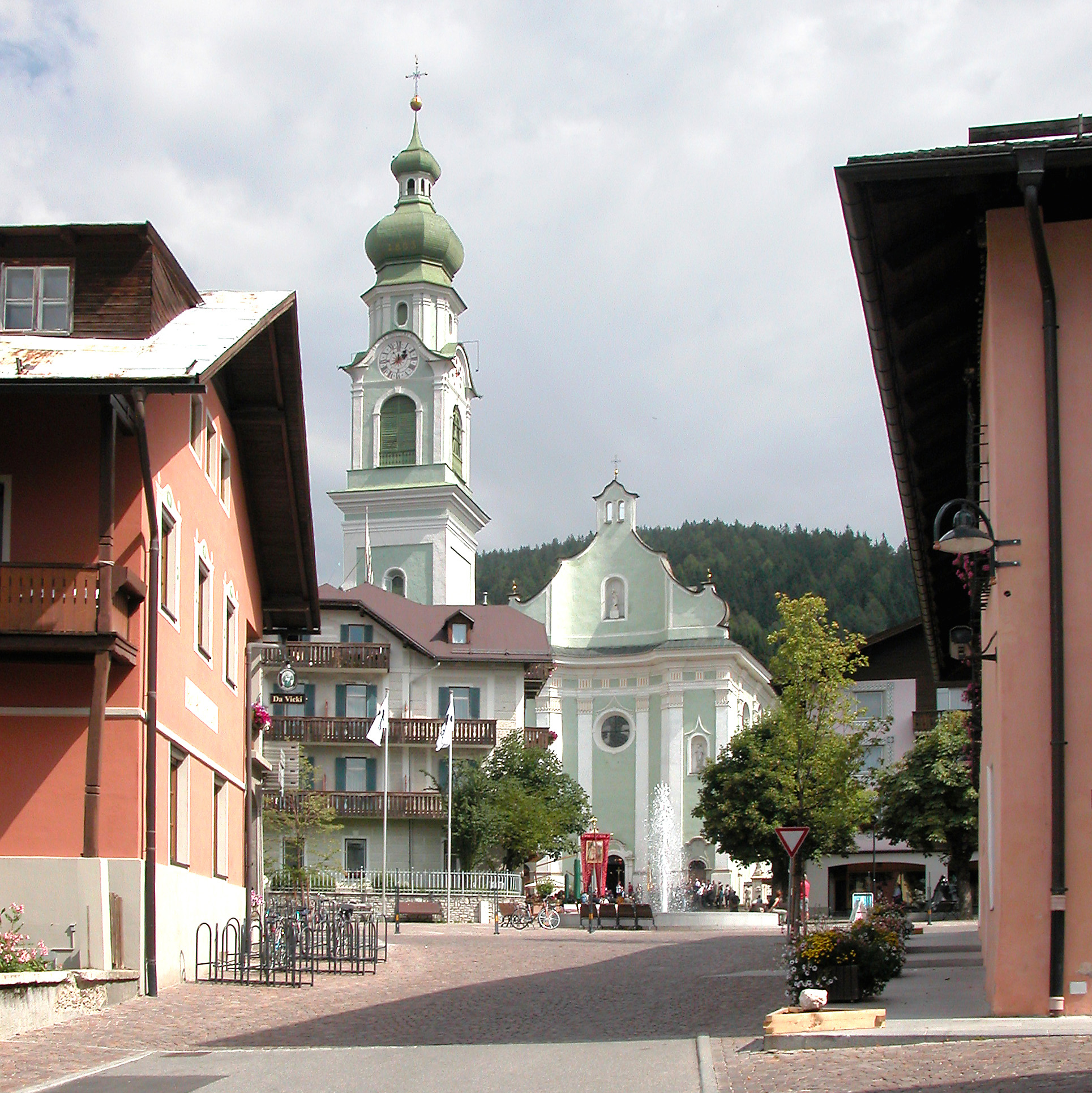
Keresztelő Szent János-plébániatemplom
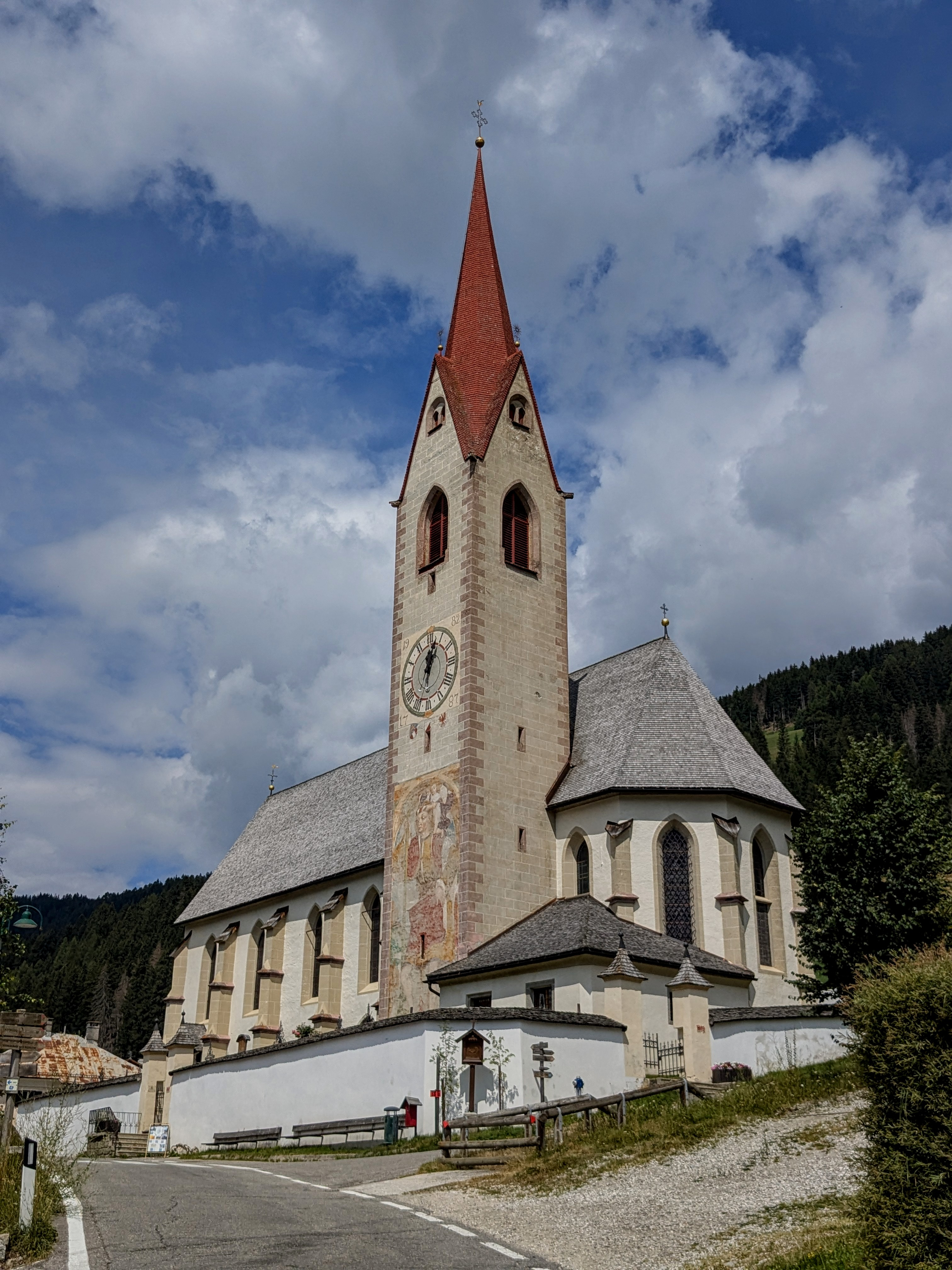
Fájdalmas Boldogasszony zarándoktemplom
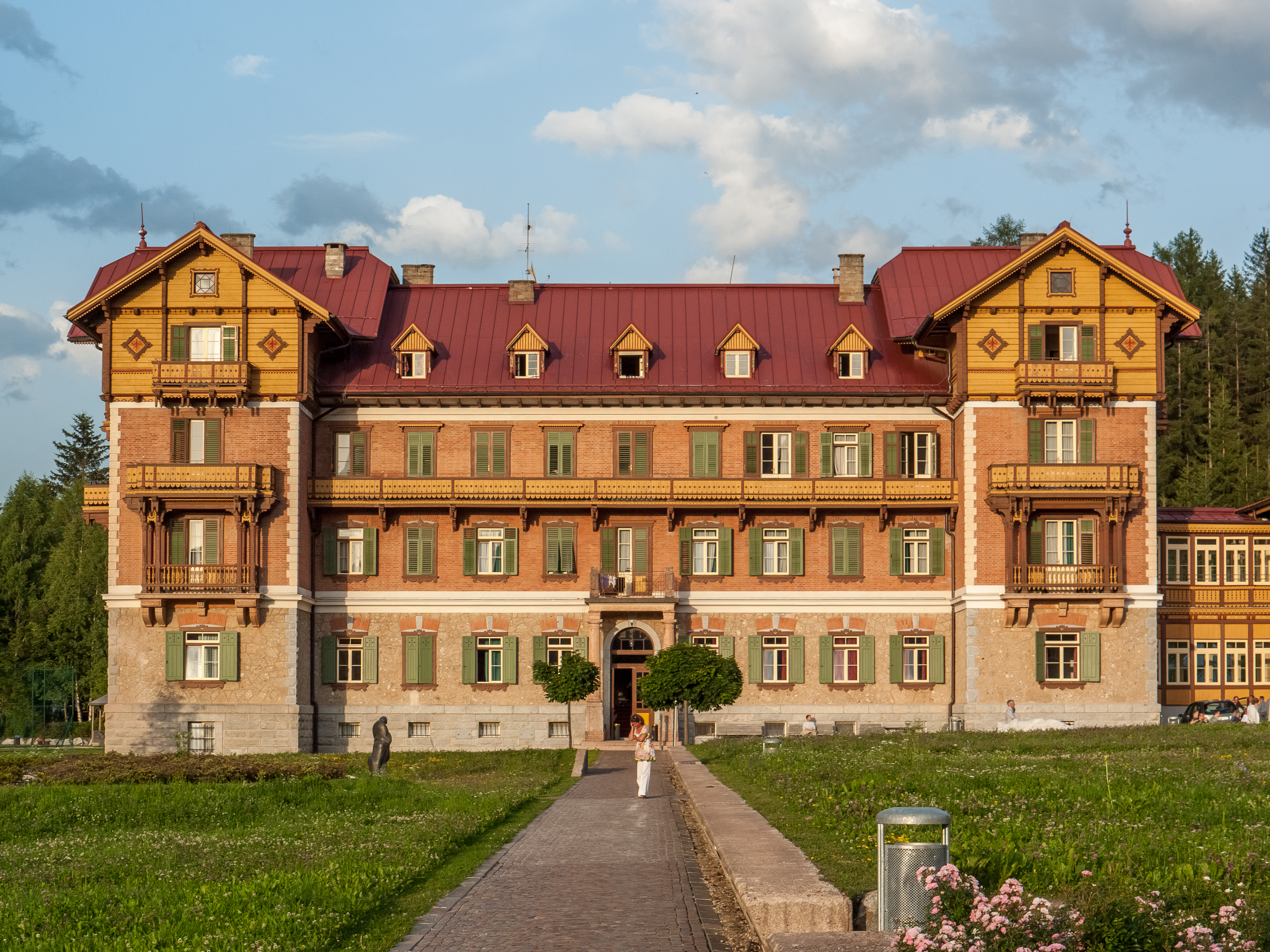
Toblach Grand Hotel
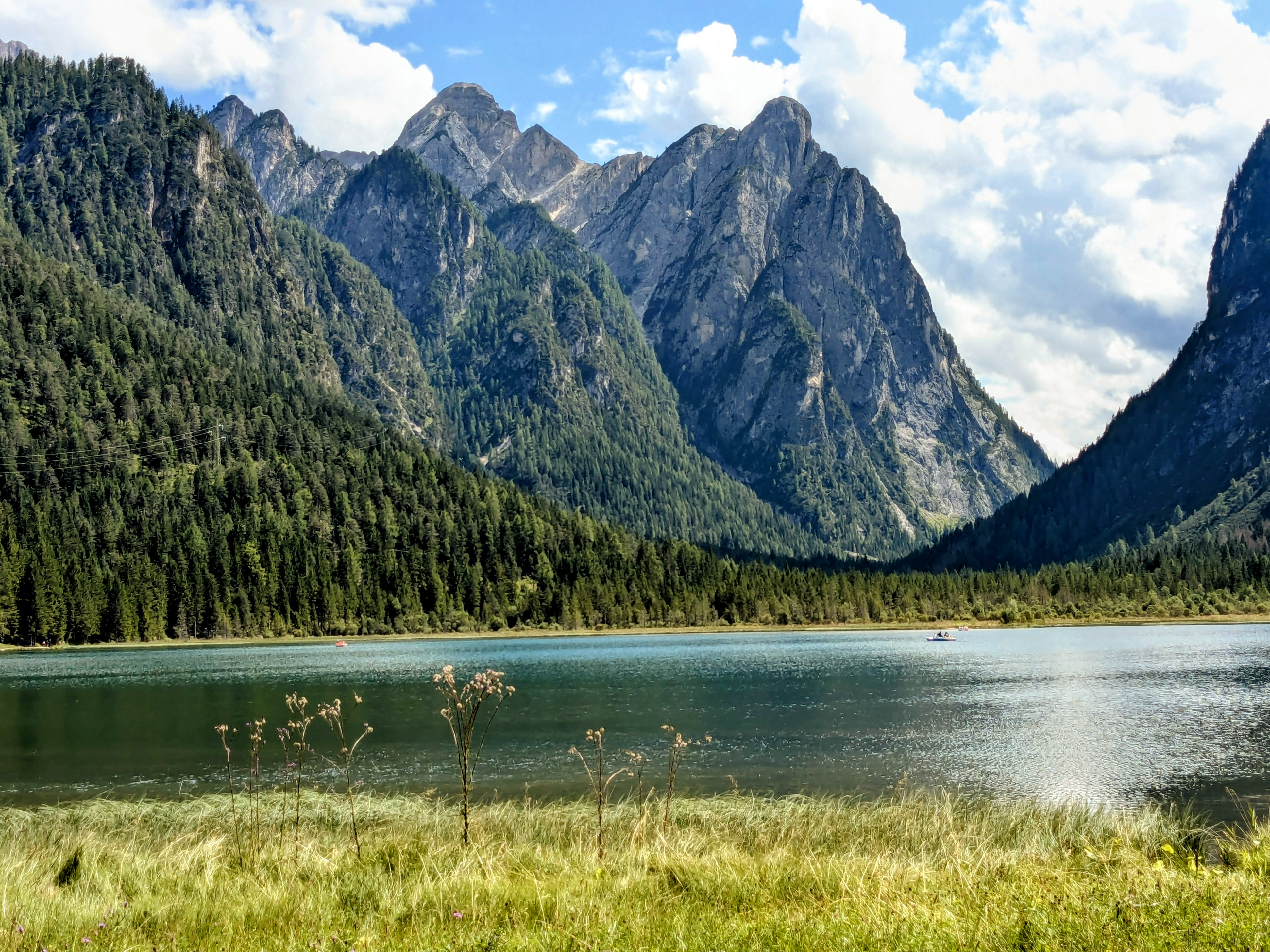
Toblachi-tó
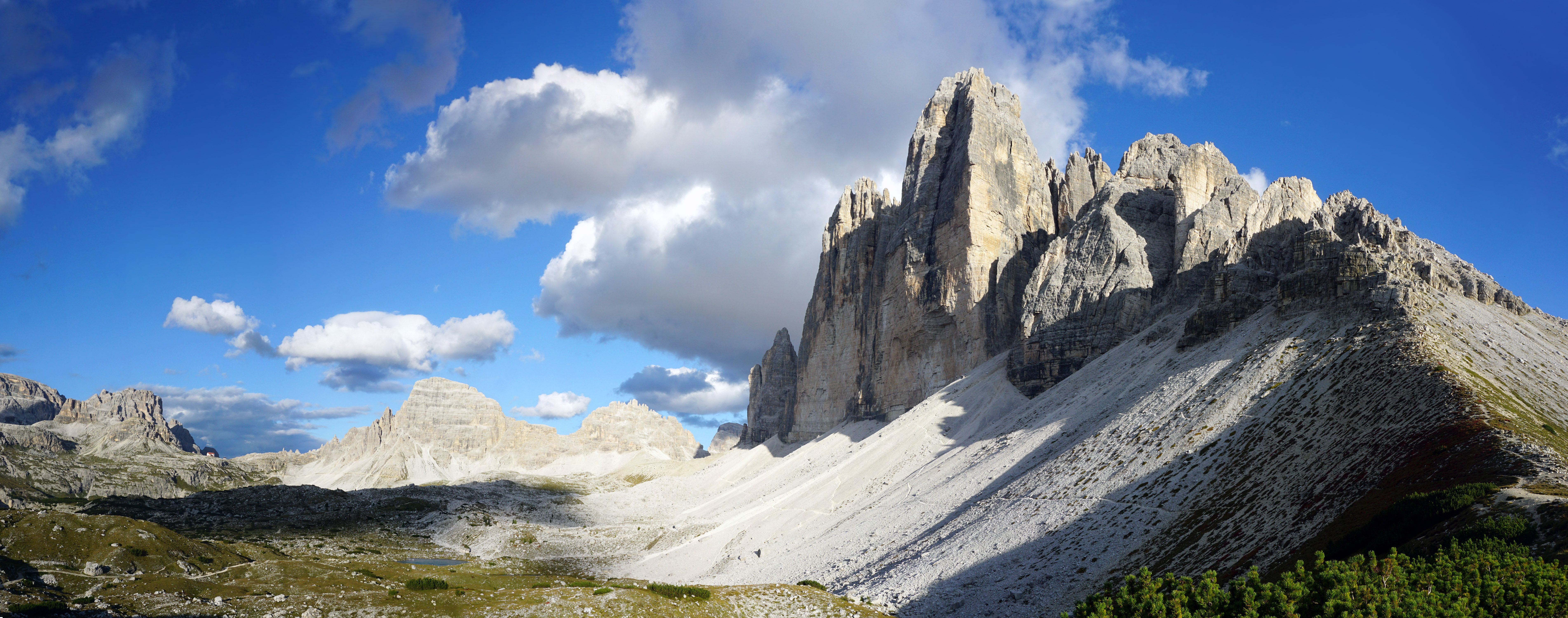
Drei Zinnen
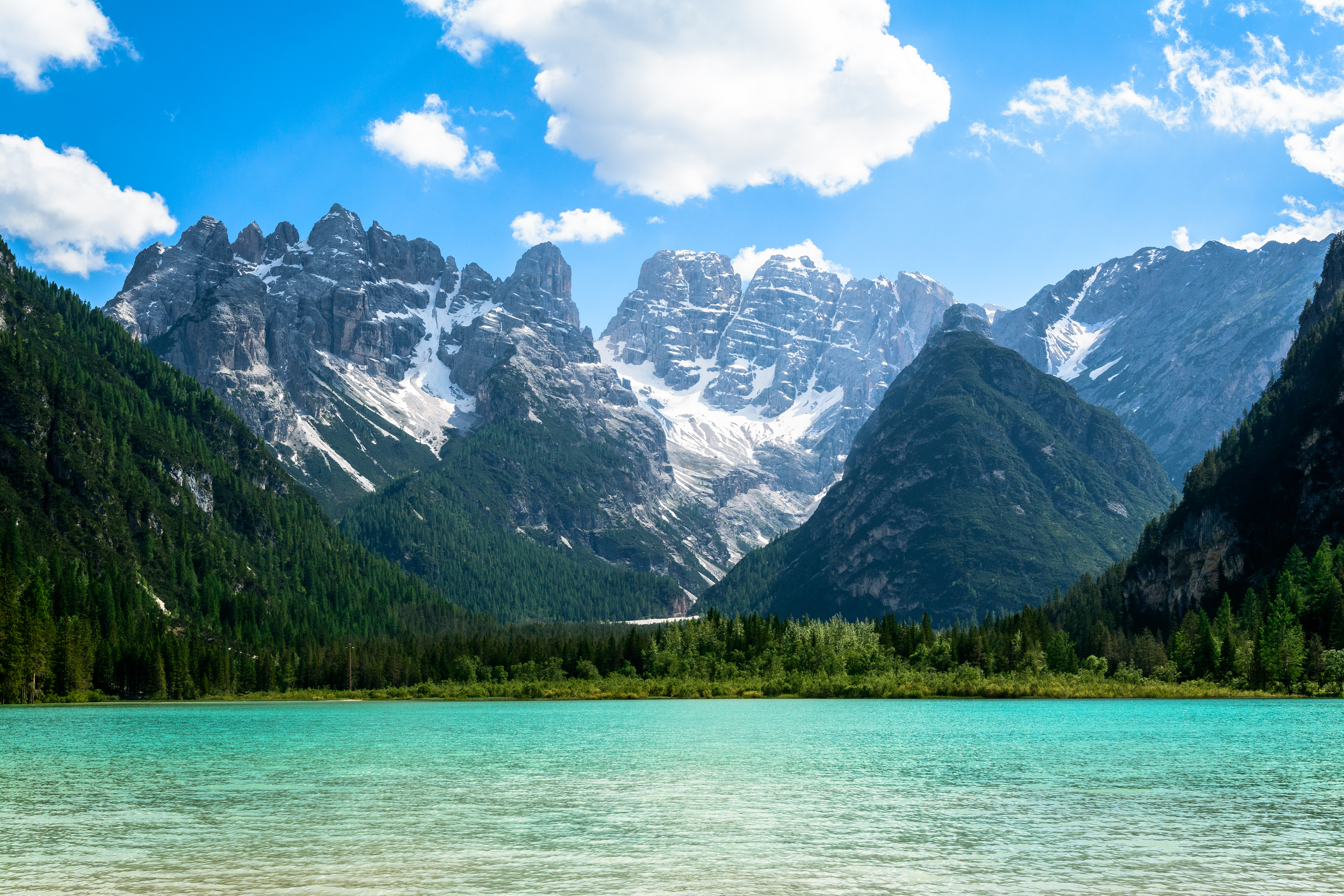
Dürren-tó

## Fényképgaléria

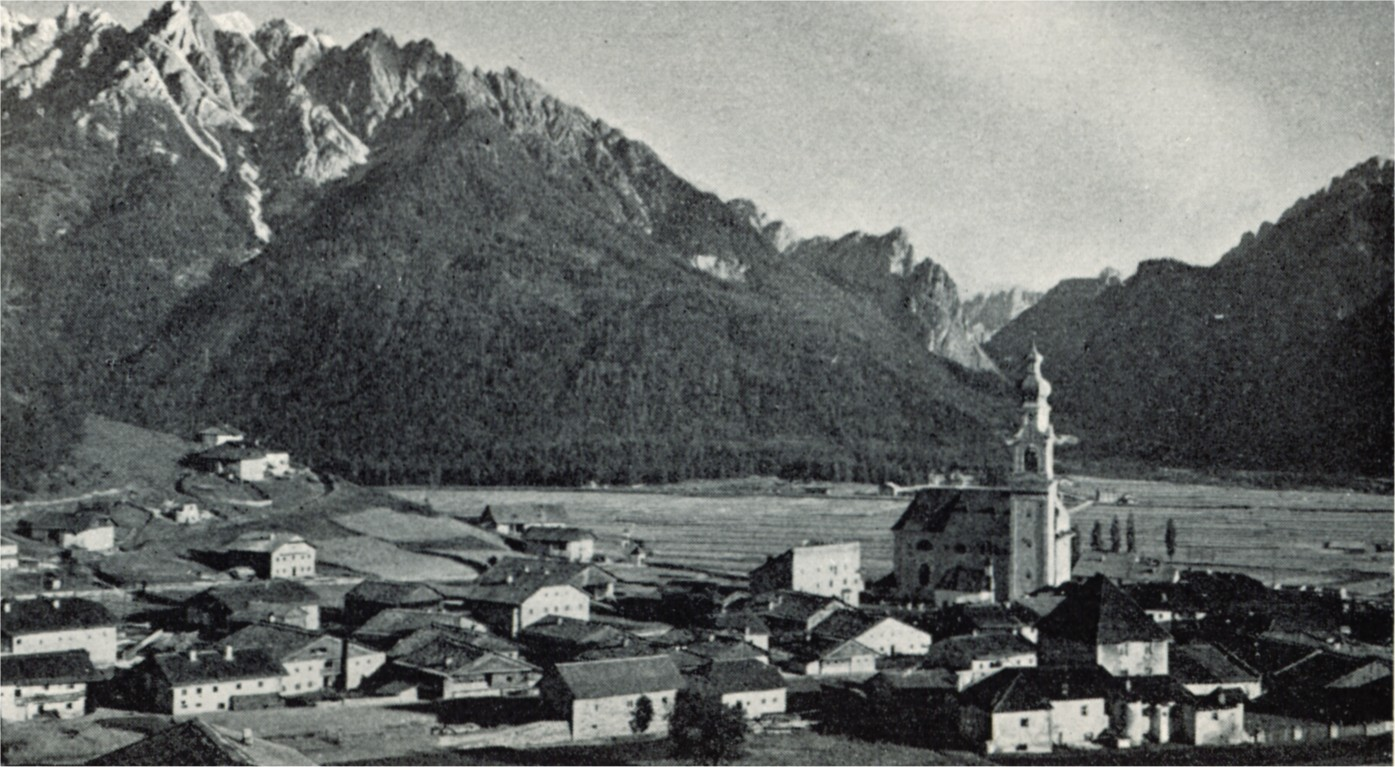
Toblachi képeslap, 1898-ból
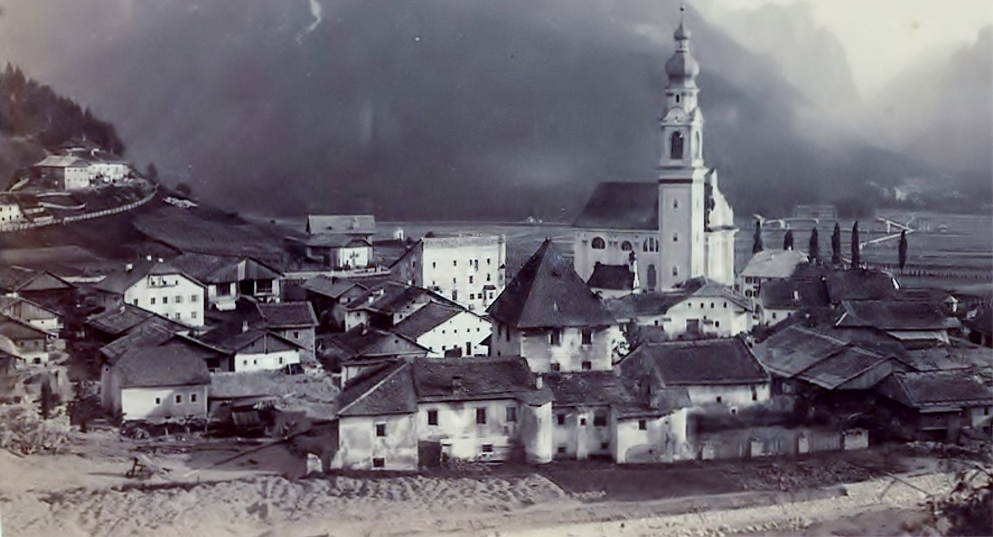
Toblach az 1882-es árvíz után
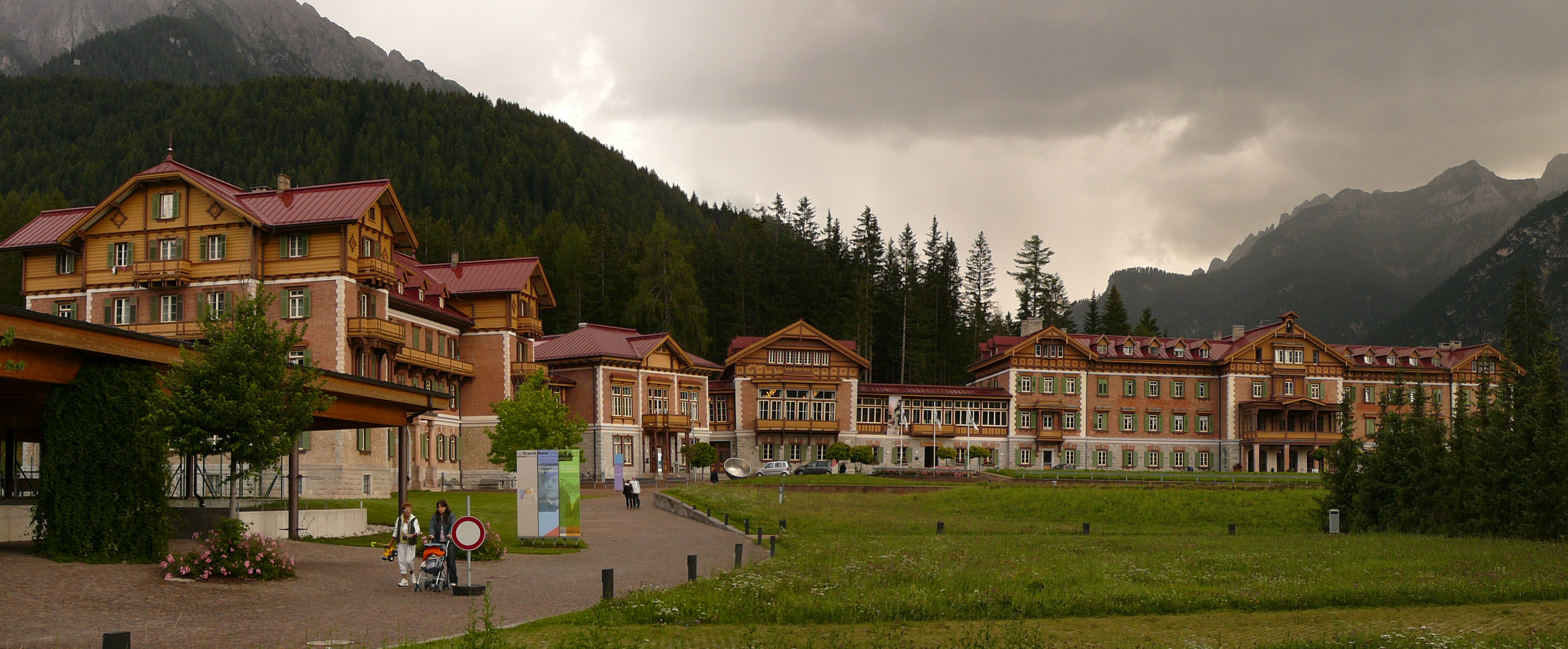
Toblach, Grand Hotel (műemlék épület).
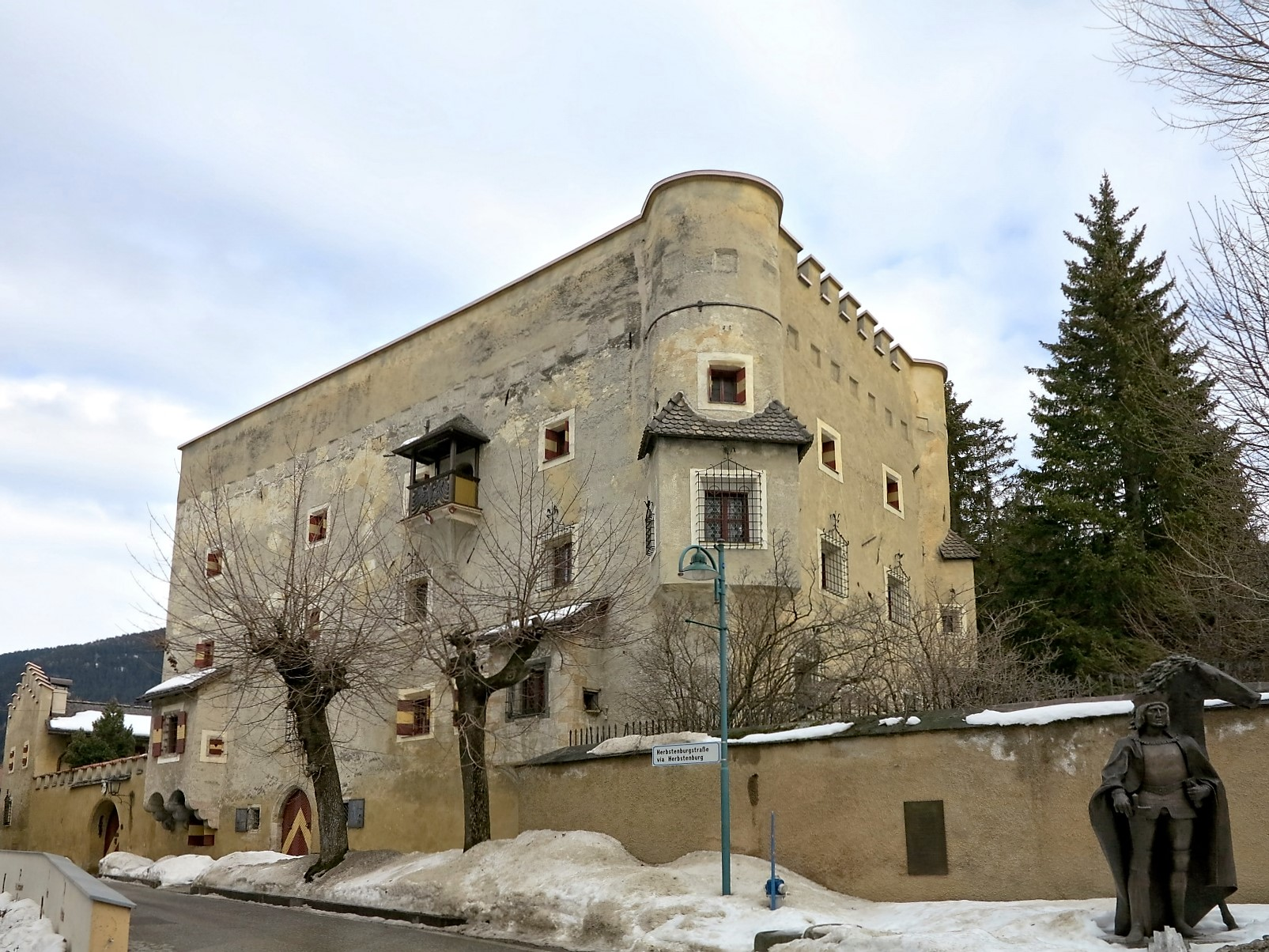
Toblach, Herbstenburg vár, I. Miksa császár szobrával
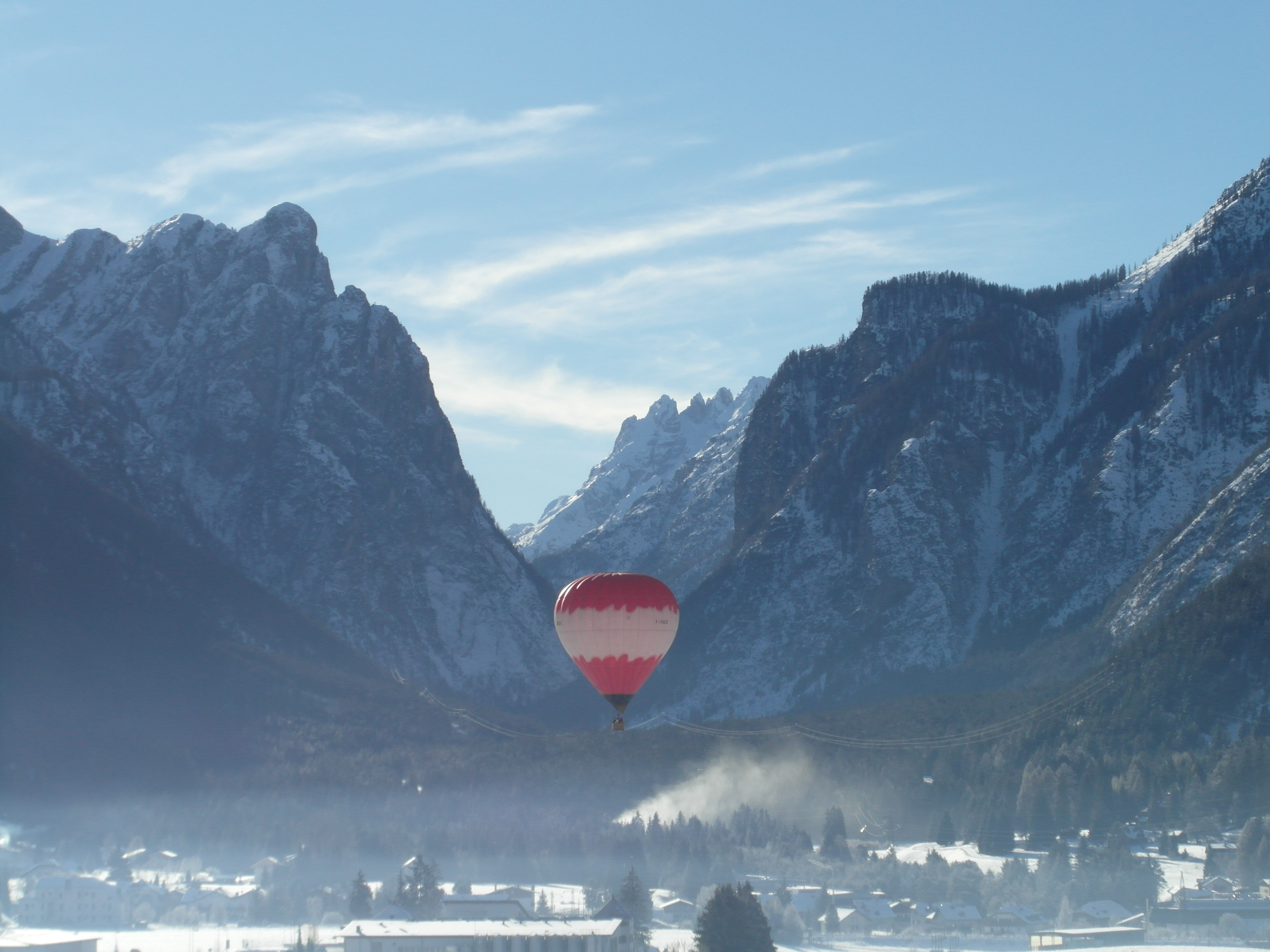
Hőlégballon Toblach fölött (háttérben a Rautkofel).
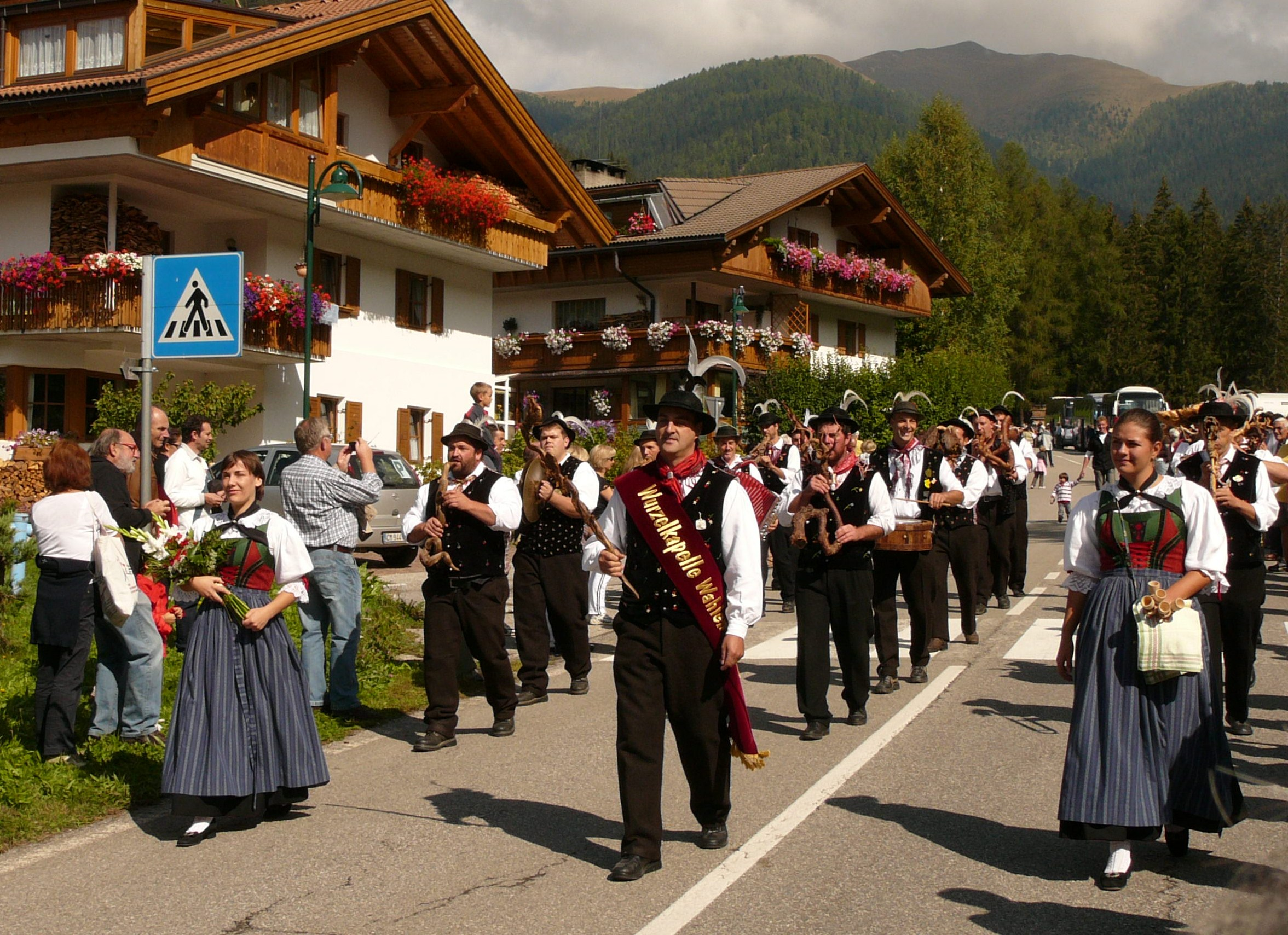
Sramlizenekar felvonulása Wahlen településrészben
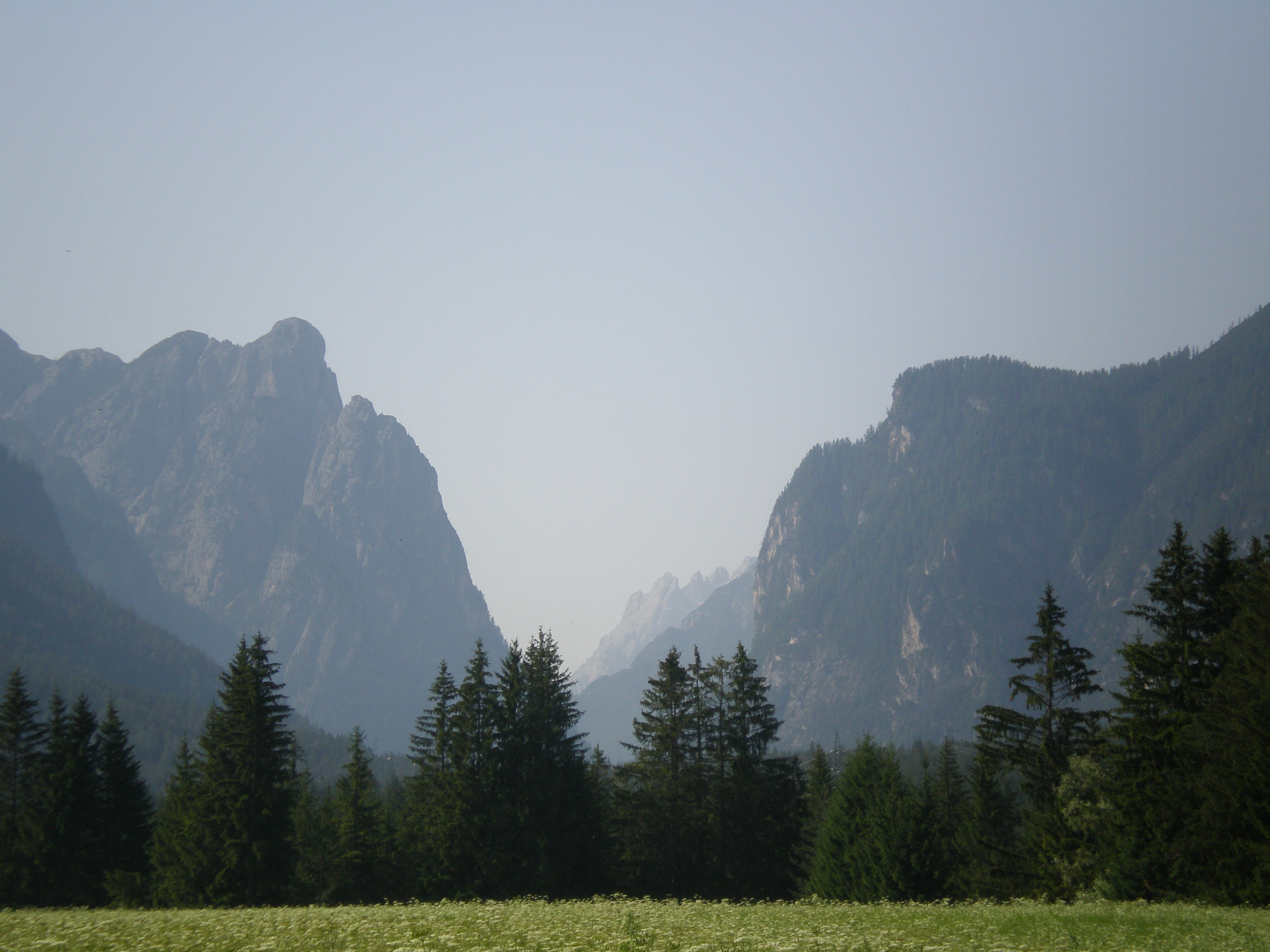
A Höhlenstein-völgy (Valle di Landro) bejárata
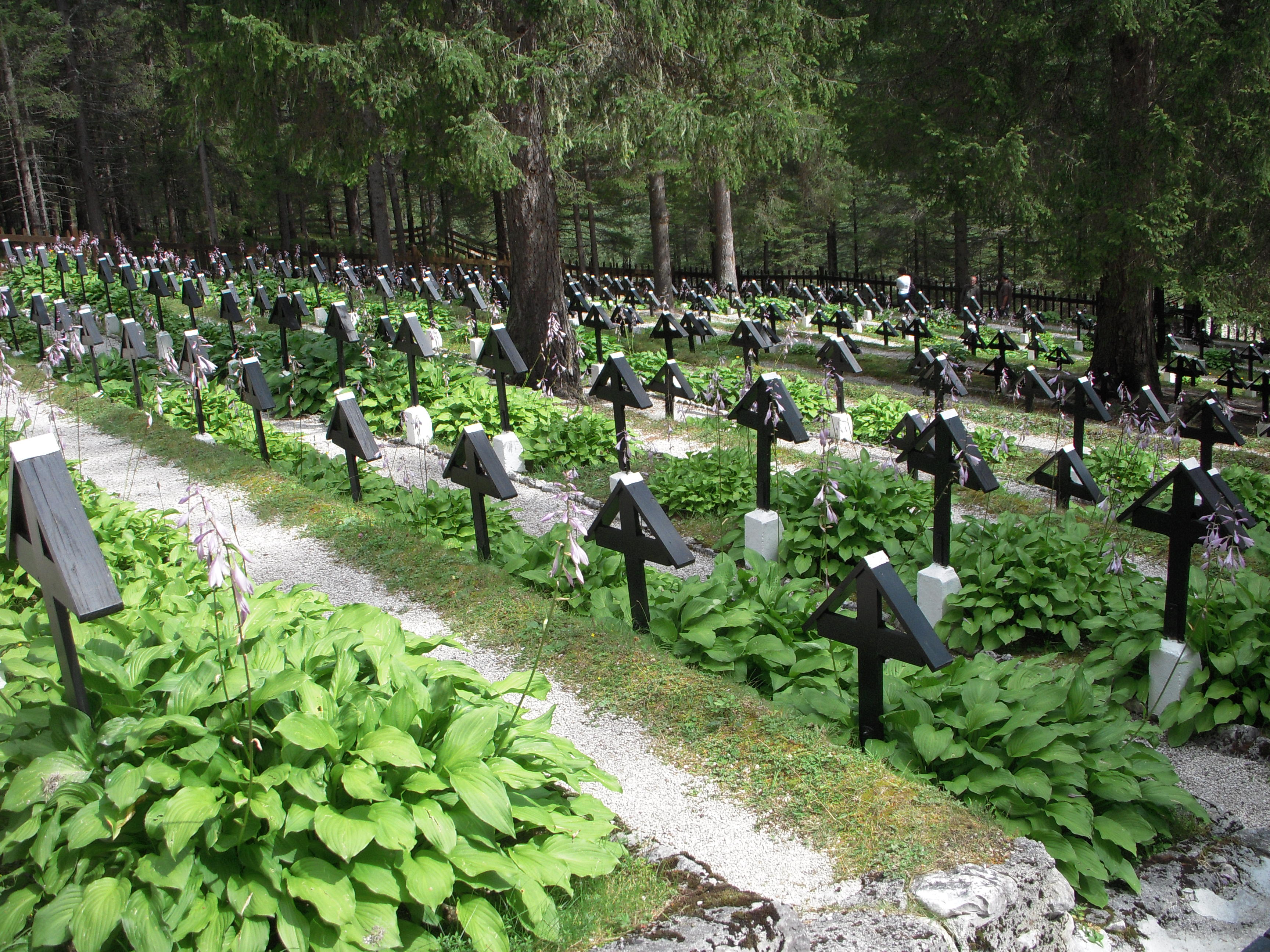
Osztrák–magyar katonatemető a Höhlenstein-völgyben